# Юсупово (Ардатовский район)
Юсу́пово — село в Ардатовском районе Нижегородской области России. Входит в состав Хрипуновского сельсовета.

## Этимология
Название происходит от фамилии их владельцев — арзамасских дворян Исуповых. 

## История
В селе существует легенда о том, оно было якобы основано крещённым татарином князем Юсуповым (или Исуповым), который при переводе столицы Российской империи в начале XVIII века из Москвы в Санкт-Петербург не стал перевозить всю свою многочисленную челядь в новую столицу из-за дороговизны этого мероприятия, а вместо этого основал новое селение на принадлежавших ему землях в Нижегородской губернии. В действительности никаких оснований для этой версии нет — селение было основано не позднее 1715 года арзамасскими дворянами Исуповыми (вплоть до середины XIX века село называлось Исупово) — в частности, в 1767 году его хозяином значился вахмистр Иван Исупов.

## Географическое положение
Село Юсупово находится на юго-западе Нижегородской области России, на левом берегу реки Иржи, в 1 км к югу от ручья Селей . Административный центр муниципального округа Ардатов находится в 15 км к северо-западу от Юсупова. Село соединено просёлочными дорогами на северо-западе с бывшей деревней Колтоменье (расстояние 4 км), на северо-востоке — с деревней Малиновкой (2 км), на юго-западе — с селом Надёжино (3 км). Высота над уровнем моря около 160 метров.
Село Юсупово, как и вся Нижегородская область, находится в часовой зоне МСК (московское время). Смещение применяемого времени относительно UTC составляет +3:00.

## Климат
Село находится в зоне умеренно-континентального климата, который характеризуется холодной продолжительной зимой и тёплым, но достаточно коротким летом. За год выпадает в среднем 450—550 мм осадков, из них 68 % — в виде дождя и 32 % — в виде снега. Среднегодовая относительная влажность воздуха — 76 %. Снежный покров достигает 50 см, а в особо снежные зимы может достигать одного метра и более.
Весна приходит резко, обычно к середине апреля, при этом вплоть до середины мая нередки заморозки. Лето сравнительно короткое и достаточно жаркое — в отдельные годы температура может достигать 36 °C. Шапка лета приходится на июль. В конце весны и лета нередки грозы — их может случаться до 20 за год, почти каждый год выпадает град. Осень приходит в сентябре и стоит до начала ноября, но уже в сентябре нередки заморозки. Зима наступает в начале ноября и продолжается до середины марта. Обычно первый снег выпадает в октябре и держится в течение пяти месяцев, сходит к 10—15 апреля. Почва промерзает на глубину 70—90 см.
Вегетационный период составляет 189 дней, продолжительность безморозного периода — 137 дней.

## Административная принадлежность
Село Юсупово входит в состав Хрипуновского сельсовета Ардатовского муниципального округа Нижегородской области Российской Федерации.

## Население
| Численность населения | Численность населения | Численность населения | Численность населения | Численность населения | Численность населения | Численность населения | Численность населения | Численность населения | Численность населения | Численность населения |
| 1751 ⁄⁄               | 1781                  | 1859                  | 1912 520              | 647                   | 101                   | 38                    | 1999                  | 2002                  | 2010                  | 2021                  |
| --------------------- | --------------------- | --------------------- | --------------------- | --------------------- | --------------------- | --------------------- | --------------------- | --------------------- | --------------------- | --------------------- |
| 301                   | ↗527                  | ↘507                  | 1916                  | 1978                  | 1992                  |                       | 35                    | ↘33                   | ↘6                    | ↘2                    |

## Инфраструктура
В селе единственная улица Юсуповская.

## Известные жители
- Говорков, Антон Никифорович — предположительный долгожитель, якобы проживший около 120 лет[20].